# Ace Frehley
Ace Frehley е дебютен соло студиен албум на соло китаристът на американската рок група Kiss Ейс Фрели. Издаден е на 18 септември 1978 г. от Casablanca Records.

## Обща информация
Албумът включва Антон Фиг на барабаните. По-късно той участва и в албумите „Dynasty“ (1979) и „Unmasked“ (1980) и става член на групата на Фрели Frehley's Comet. В интервю за Loudwire, Фрели твърди, че някои от песните са били предвидени за албума на Kiss „Rock and Roll Over“ (1976). Албумът на Ейс Фрели достига 26-о място в Billboard 200 в САЩ. Той е сертифициран като платинен на 2 октомври 1978 г. и са продадени 1 000 000 копия. Това е най-продаващият се от четирите солови албума на Kiss.

## Състав
- Ейс Фрели – вокали, соло китара, ритъм китара, акустична китара
- Уил Лий – бас в „Ozone“, „I'm in Need of Love“ и „Wiped-Out“
- Антон Фиг – барабани
- Карл Таларико – барабани във „Fractured Mirror“
- Дейвид Лесли и Сюзан Колинс – беквокали в „Speedin' Back to My Baby“, „What's on Your Mind?“ и „New York Groove“
- Лари Кели – беквокали в „Rip It Out“
- Бил Шениман – камбана във „Fractured Mirror“

## Песни
| 1.    | Rip It Out               | 3:39 |
| 2.    | Speedin' Back to My Baby | 3:35 |
| 3.    | Snow Blind               | 3:54 |
| 4.    | Ozone                    | 4:41 |
| 5.    | What's on Your Mind?     | 3:26 |
| 6.    | New York Groove          | 3:01 |
| 7.    | I'm In Need of Love      | 4:36 |
| 8.    | Wiped-Out                | 4:08 |
| 9.    | Fractured Mirror         | 5:25 |
| 36:25 |                          |      |

## Позиции в класациите

### Албум
| Класация (1978) | Най-добра позиция |
| --------------- | ----------------- |
| Япония          | 30                |
| Billboard 200   | 26                |
| Класация (1979) | Най-добра позиция |
| Канада RPM100   | 34                |

### Сингли
| Сингъл            | Класация (1978)       | Най-добра позиция |
| ----------------- | --------------------- | ----------------- |
| „New York Groove“ | Billboard Hot 100     | 13                |
| Сингъл            | Класация (1979)       | Най-добра позиция |
| „New York Groove“ | Канада RPM100 Singles | 25                |
| „New York Groove“ | Нова Зеландия         | 24                |